# 2006 aux Fidji
Cet article traite des événements qui se sont produits durant l'année 2006 aux Fidji.

## Événements

### Juin 2006
- 22 juin : Mahendra Chaudhry met en garde le gouvernement que le Parti travailliste fidjien quittera le gouvernement de coalition si les programmes gouvernementaux continuent d'être biaisés envers les Fidjiens indigènes.

### Décembre 2006
- 5 décembre : le commodore Frank Bainimarama, commandant des Forces militaires de la république des Fidji, renverse le gouvernement du Premier ministre Laisenia Qarase.